# Хай-фай
 Тази статия е за аудиотехниката.  За филма от Република Македония вижте Хай-фай (филм).  
Hi-Fi („High Fidelity“) са слушалки изработени с най-качествени компоненти за слушане на записи с високо качество на звука и са най-високия клас слушалки.
Hi-fi слушалките винаги възпроизвеждат по-качествен звук, когато са задвижвани от високо качествен усилвател за слушалки. Изходите за слушалки на много устройства са с ниско качество.
Когато се ползват слушалки от този клас аудио източника става все по-важен и са препоръчителни са файлове с битрейт от 320Kbps или формати без загуби като FLAC или Apple Lossless възпройзвеждани от качествена звукова карта.
High fidelity – или Hi-Fi за пръв път се използва през 1950-те за обозначаване на висококачествените електрически грамофони. До 1973 г. производителите на аудиотехника са поставяли надписа на продуктите си от висок клас, без да са взимали под внимание общоприет стандарт за качество на възпроизвеждания звук. През гореспоменатата година Deutsches Institut für Normung (Немски институт за стандартизация) въвежда стандарта за качество DIN 45 500 чрез който се регламентира, кои звуковъзпроизвеждащи устройства могат да бъдат означавани като Hi-Fi. Изискванията за ниво на нелинейните изкривявания, шумове, честотна лента, равномерност на АЧХ, максимална акустична мощност и разделяне на каналите обхващат всички блокове от аудиосистемата (грамофони, касетни декове, усилватели, озвучителни тела). На теория само стерео оборудване, което отговаря на стандарта може да има надпис Hi-Fi. Този стандарт има незадължителен характер, така че производителите свободно маркират своите продукти като Hi-Fi.
Стандартът DIN 45500 вече не се ползва. Сред аудиофилите той е заместен като „остарял“ с чисто търговското понятие High End, което не е обвързано с никакви стандарти или измервания. Много от съвременните аудио компоненти не отговарят на DIN45500.